# Наровчат
Наровча́т (, тат. Мухша, Наручат) — село в России, старейший населённый пункт Пензенской области, административный центр Наровчатского района.

## География
Село расположено в 2 км от впадения реки Шелдаис в реку Мокшу (приток Оки) на мысу, где в Шелдаис впадает Лопужовка. От Москвы по автодороге — 560 км, от Пензы — 150 км. Ближайшая железнодорожная станция — Ковылкино (линия Москва — Самара).

## История

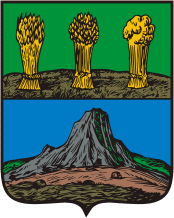
Герб (1781)

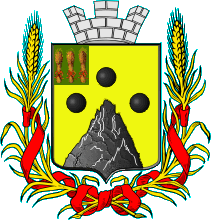
Герб (1861)

На территории села располагается археологический памятник Наровчатское городище — остатки ордынского города Мохши. В домонгольские времена на территории села располагалась столица средневекового мокшанского царства Мурунза (известного в западной Европе как Моксель) — Нороньшящть. Мокшанское городище располагалось на мысу между рек Шелдаис и Большая Лапыжовка. С напольной стороны он был защищён 1,5-километровым валом со рвом.
В Лаврентьевской летописи упоминается имя её последнего правителя каназора Пуреша. Столица государства Моксель была завоёвана и разорена ордами хана Батыя в 1237 году, и только через полвека возродилась. По преданию Нороньшящть принадлежал (был доменом) мокшанской княгине Нарчатке, дочке Пуреша, сражавшейся с татаро-монголами после обвинения в предательстве и убийстве монголами самого Пуреша, участвовавшего со своим отрядом в походе Батыя в Европу.

В 1237 году мордовские земли были покорены татаро-монгольскими войсками. Летопись Рашид-ад-Дина так описывает это событие: 
«…а после того, в такику-ил, в год курицы, соответствующий 634 (04 сентябрь 1236 — 23 августа 1237 г.), сыновья Джучи — Бату, Орда и Берке, сын Угедей-каана — Кадан, внук Чагатая — Бури и сын Чингиз-хана — Кулан занялись войной с мокшей, буртасами и арджанами (эрзяне) и в короткое время завладели ими. Осенью упомянутого года, находившиеся там царевичи сообща устроили курултай и по общему согласию, пошли войной на русских». 
Шараф ад-Дин Али Йезди сообщает: 
«Бату, сын Джучи, которого Угедей-каан, с сыном своим Гуюком, с Менгу, сыном Тулии, с Булганом, Бури и Байдаром, сыновьями, нападая и с большим войском отправил в область, находившуюся под властью его отца. Всей этой областью до земли асов, русских, черкасов, до Крыма, Азака и Булгара они овладели после многих битв. К городу Мокша, куда вследствие множества леса даже ветру трудно было пробраться, царевичи, срубив со всех сторон деревья, проложили дорогу такой ширины, что на ней могли двигаться 4 встречные телеги. Они осадили город и после взятия его отдали приказание об общем избиении, и сказали, чтоб у убитых отрезали правое ухо и представляли его. Было насчитано 27.000 ушей».
Часть жителей спаслась в Скановых пещерах, находящихся на Втором Наровчатском городище.
Первое летописное упоминание о Мохше как городе, который располагался на землях улуса Джучи, относится к 1261 году.
Первоначально город представлял собой комплекс усадеб, заселённых ордынской администрацией, надзиравшей за мордовскими землями. Они были окружены землянками рабов и насильно переселённых сюда ремесленников.
В январе 1313 года к власти в Джучиевом Улусе приходит хан Узбек, опираясь на сторонников ислама. Согласно «Родословной тюрков», не желая находиться вблизи со старой знатью, Узбек оставляет столицу Увек и 8 лет проживает в северных странах Дешт-и-Кыпчака. Учитывая, что именно в 1313—1321 годах в Мохше наблюдалась массовая чеканка монет с именем Узбека, исследователи делают вывод, что именно этот город стал резиденцией хана до того как столица была перенесена в Новый Сарай. Ещё одним поводом переноса столицы исследователи считают сильную засуху в Поволжье, заставившую ордынский двор переселится на север. Появление Мохши совпадает с общим всплеском градостроительства в Джучиевом Улусе.
В Мохше в 1313 году Узбек вручил митрополиту Руси Петру ярлык о свободе православного вероисповедания, а также принимал князей и послов Твери, Новгорода, Москвы, Рязани, Белоозера, Литвы и других. Здесь же в 1320 году хан официально принял ислам.
В начале 1360-х годов власть в Мохши захватил и начал чеканить свою монету бек Тагай, до этого правивший в Бельджамене. В 1365 году Тагай совершил набег на Рязанское княжество, но был разбит в сражении у Шишевского леса. Тюркские летописи относят смерть Тагая к 1377 году, когда его улус захватил хан Араб-Шах (Арапша), бежавший из Сарая: «…Арабшах напал на Мохшу, разгромил город и убил Тагая». В том же году Араб-Шах разбил русские дружины в Пьянском побоище и сжёг Нижний Новгород. С этого времени его имя пропадает со страниц летописей. В том же 1377 году эрзяне совершают неудачный набег на нижегородские владения, после ответного карательного похода в эрзянские земли князя Бориса Константиновича Городецкого. Подвергшись разгрому и переходя из рук в руки от одного татарского правителя к другому Мохша начал клониться к закату. После Араб-Шаха город уже не имел своих татарских правителей. Хан Тохтамыш вернул Мохшу под контроль Джучиева Улуса, даровав власть над городом и всей областью мордовским князьям на правах своих вассалов. Часть городской аристократии перешла на службу к удельным князьям Руси, став впоследствии родоначальниками знаменитейших фамилий.
В 1395 году город был завоёван и полностью уничтожен войском эмира Тамерлана.
В 1520 году город начал возрождаться под названием дворцового Наровчатовского городища.
С XVI века здесь находилась крепость с острогом с высотою стен в 4 м и шестью башнями от 8 до 12 м высотою. Западная башня была проезжей. Протяжённость стен с учётом башен была 220 саженей (475 метров). С одной стороны выкопан был ров.
Город упомянут в июне 1627 года в разрядной книге и обозначен как место сбора русских войск. С 1636 года упомянут, как Наровчат на Мокше. В 1774 году под Наровчатом разбит отряд пугачёвцев численностью более 4 тысяч человек под руководством Михаила Елистратова.
В начале XVII века город возродился под названием Наровчатское городище. В 1780 году Наровчат стал уездным городом Наровчатского уезда Пензенского наместничества, в 1798 году был оставлен за штатом, в 1803 году вновь стал уездным городом.
В 1819 году в Наровчате был построен тюремный замок. Тюрьма существовала до 1959 года.
С 1926 года — село, центр волости Беднодемьянского уезда.
С 1928 года Наровчат становится районным центром Наровчатского района Мордовского округа Средне-Волжской области. С 1939 года в составе Пензенской области.

## Описание города Мохши
По данным археологических раскопок, описанных в трудах археолога А. А. Лебедева в 1923 году, было установлено, что ордынское поселение располагалось на мысу при впадении реки Шелдаис в реку Мокша. Река Мокша является правым притоком Оки и впадает в неё у города Касимов. Ширина реки от 150 метров до 5 километров в низменных местах и при разливах. Основное водное сообщение между городами: Переславль-Рязанский, Касимов, Темниково, Мохши. В зимнее время река была хорошей дорогой между указанными городами.
В ордынский период это был крупный населенный пункт, застроенный кирпичными зданиями жилого и общественного назначения, облицованными синей и голубой поливной мозаикой. Оборонительные стены татаро-монголы не строили. Площадь города 4 км². Наличие в Мохши в XIV в. общественных бань, водопровода, канализации, домов с горячим подогревом полов, гончарной мастерской, мощеных улиц, фонтанов с питьевой водой, каменной мечети и мавзолеев знатных феодалов свидетельствует о высокоразвитом городе и образованных людях.
В Мохши имелись печи для изготовления кирпича. Каждый кирпич имел индивидуальное клеймо (тамгу). Здесь чеканились золотые драхмы, серебряные и медные монеты. К городу прилегают мордовские могильники с языческими и мусульманскими захоронениями. В Рязанском крае найдено много кладов монет 1370 г с Чекан Мохши или чеканкой рязанских князей, что говорит о теснейших торговых связях. На найденных монетах было выбито: «аль-Махруса» — Богохранимый город. Такой титул имели только крупные города, которые являлись столицами ханств. В городе имелся русский квартал с великокняжеским теремом, где проживали выходцы из Руси, послы князя при поездке к хану или его гонцы, доставщики дани. В квартале останавливались торговцы.

## Население
| 1710  | 1719  | 1763  | 1795  | 1858  | 1864  | 1897  | 1911  | 1920  |
| ----- | ----- | ----- | ----- | ----- | ----- | ----- | ----- | ----- |
| 2870  | ↗3330 | ↗3400 | ↗3700 | ↗3986 | ↗4368 | ↗4710 | ↘4695 | ↘2619 |
| 1926  | 1930  | 1937  | 1959  | 1970  | 1979  | 1989  | 2002  | 2010  |
| ↘2122 | ↘1708 | ↗2342 | ↗2716 | ↗4232 | ↗4353 | ↗4378 | ↗4398 | ↘4199 |
| 2021  |       |       |       |       |       |       |       |       |
| ↘4057 |       |       |       |       |       |       |       |       |

## Известные уроженцы, жители
Карасёв, Алексей Николаевич (19 [31] марта 1854, Наровчат, Пензенская губерния — 9 [22] февраля 1914, Москва) — русский хоровой дирижёр и музыкальный педагог.
Куприн, Александр Иванович (26 августа[7 сентября] 1870, Наровчат, Пензенская губерния — 25 августа 1938, Ленинград) — русский писатель, переводчик.
Малышев, Владимир Иванович (10 [23] июля 1910, Наровчат Пензенская губерния — 2 мая 1976, Ленинград) — советский литературовед, археограф, доктор филологических наук.
Фриновский, Михаил Петрович (26 января [7 февраля] 1898, Наровчат, Пензенская губерния — 4 февраля 1940, Москва) — деятель советских органов госбезопасности, командарм 1-го ранга (1938).

## Достопримечательности
- Сохранившиеся фрагменты Соборной мечети эпохи Узбек-хана, XIV век (у здания Краеведческого музея).
- Памятник легендарной царице XIII века Нарчатке вблизи села.
- Покровский собор (1755—1765, перестроен в XIX в.). В 1870 году в соборе был крещён А. И. Куприн. В 1850-х годах в соборе пел отроком А. А. Архангельский.
- Часовня Николая Чудотворца (1820).
- Дом-музей А. И. Куприна, открыт в 1981 году (ул. Куприна, д. 3).
- Памятник А. И. Куприну, открыт в 1981 году, скульптор В. Г. Курдов).
- Памятник А. И. Куприну, открыт в 2015 году, скульптор А. С. Хачатурян. Помимо скульптуры А. И. Куприна, сидящего в кресле, памятник содержит четыре барельефа с сюжетами из повестей писателя «Поединок» и «Суламифь», а также рассказов «Храбрые беглецы» и «Царёв гость из Наровчата».
- Путевой дворец И. А. Арапова (Пушкинский центр имени Н. Н. Пушкиной-Ланской, открыт в 2011 году) (ул. Советская, 40).
- Краеведческий музей.
- Музей тюремного быта.
- Мемориал воинам, павшим в годы Великой Отечественной войны и труженикам тыла, а также Аллея Героев, состоящая из бюстов двенадцати Героев Советского Союза — уроженцев и жителей Наровчатского района — Николая Бородина, Василия Матюшкина, Андрея Милованова, Александра Милюкова, Александра Плешакова, Фёдора Сарычева, Павла Сорокина, Петра Спирина, Дмитрия Тремасова, Василия Харитошкина, Петра Черябкина, Павла Ширяева.
- В 4 км от Наровчата в селе Сканово расположен Троице-Сканов монастырь.

|  |                                                                   |  |                                                                              |  |                                    |  |                                                                      |  |  |
|  | Сохранившиеся фрагменты Соборной мечети эпохи Узбек-хана, XIV век |  | Путевой дворец И. А. Арапова (Пушкинский центр имени Н. Н. Пушкиной-Ланской) |  | Фрагмент экспозиции в Музее тюрьмы |  | Мемориал павшим в годы Великой Отечественной войны и труженикам тыла |  |  |

|  |                                                                                       |  |                         |  |                                                       |  |                                                          |  |  |
|  | Покровский собор, в котором был крещён А. И. Куприн и пел отроком А. А. Архангельский |  | Дом-музей А. И. Куприна |  | Памятник А. И. Куприну (1981), скульптор В. Г. Курдов |  | Памятник А. И. Куприну (2015), скульптор А. С. Хачатурян |  |  |